# مائوریس کرتنمشر
مائوریس کرتنمشر (انگلیسی: Maurice Krattenmacher؛ زادهٔ ۱۱ اوت ۲۰۰۵) بازیکن فوتبال اهل آلمان است.
وی همچنین در تیم‌های ملی فوتبال جوانان آلمان، جوانان آلمان، و زیر ۲۰ سال آلمان بازی کرده است.